# Морат, Курт
Курт Морат (англ. Kurt Morath, родился 13 ноября 1984 в Норт-Шоре) — тонганский регбист, выступающий за клуб «Сан-Диего Брейкерс» и сборную королевства Тонга на позиции флай-хава. Рекордсмен национальной сборной по количеству набранных очков.

## Карьера
Курт Морат родился в 1984 году в пригороде новозеландского Окленда. В юниорском возрасте Морат играл в регбилиг. В 2005 году был вызван в молодежную сборную Новой Зеландии, однако потом принял решение представлять на международном уровне команду королевства Тонга, откуда родом были его родители.
28 ноября 2009 года дебютировал за сборную Тонга в игре со сборной Португалии в Лиссабоне. В 2011 году дебютировал на чемпионатах мира, выполняя при этом функции основного бьющего сборной. С матче открытия с новозеландцами Морат забил реализацию и один штрафной из двух. В игре второго тура с канадцами Курт забил две реализации и столько же штрафных ударов, в игре с Японией реализовал четыре штрафных удара и две реализации, а в последнем туре, где тонганцы сенсационно обыграли французов (19-14) Морат забил единственную реализацию и четыре раза из восьми реализовал пенальти. Несмотря на победу тонганцы стали третьими и не вышли в четвертьфинал. Набрав 45 очков Морат стал третьим по результативности игроком чемпионата мира, уступив только южноафриканцу Морне Стейну, который заработал 62 очка и австралийцу О’Коннору (52).
На чемпионате мира 2015 года Курт Морат вновь был бьющим сборной, набирал очки во всех играх своей команды, а в поединке со сборной Аргентины смог совершить попытку. Проиграв три игры из четырех тонганцы заняли четвёртое место и не смогли продолжить борьбу.
С 2016 года выступает в американском чемпионате ПРО Регби, защищая цвета команды «Сан-Диего Брейкерс».